# Wania-kommunist (1905)
"Wania-kommunist" (ros. Ваня-коммунист) – kanonierka Flotylli Wołżańskiej.
W 1905 w Saratowie, na zlecenie domu handlowego wybudowano parowiec bocznokołowy i nadano mu nazwę „Wania”. Przed wojną domową w Rosji parowiec służył jako statek transportowy (handlowy) na Wołdze. W 1918 odesłany do Niżnego Nowogrodu i tam wyremontowany. Statek opancerzono i uzbrojono w dwa działa kalibru 75 mm, jedno działo 37 mm oraz sześć karabinów maszynowych Maxim. Po remoncie okręt został przyłączony do Flotylli Wołżańskiej, gdzie  otrzymał numer 5 i zmieniono mu nazwę na „Wania-kommunist”. W dniu 1 października 1918 kanonierka została ostrzelana ogniem artyleryjskim przez jeden z oddziałów Białej Armii, po czym spłonęła.